# Mauliru
Mauliru is een bestuurslaag in het regentschap Oost-Soemba van de provincie Oost-Nusa Tenggara, Indonesië. Mauliru telt 3970 inwoners (volkstelling 2010).